# Prosper Dezitter

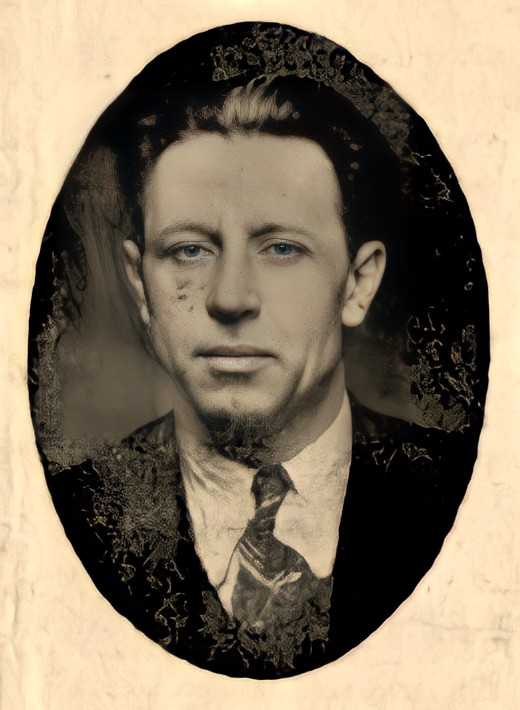
Prosper Dezitter

Prosper Valère De Zitter, ook Dezitter (Passendale, 19 september 1893 – Elsene, 17 september 1948) was een Belgische collaborateur die tijdens de Tweede Wereldoorlog werkte als V-Mann voor de Geheime Feldpolizei en de Abwehr. Hij was een "topagent" die infiltreerde in het verzet en weerstanders, geallieerde piloten en onschuldige burgers overleverde. Volgens een schatting was hij verantwoordelijk voor de verklikking van zo'n 12.000 personen in België en Nederland, van wie 1200 à 1800 het niet overleefden. Hij vluchtte op het einde van de oorlog maar werd gevat en na een proces gefusilleerd. Ook zijn minnares en rechterhand Florentina Giralt kwam zo aan haar einde.

## Leven
Prosper was een zoon van Peter Dezitter. Hij was nog geen 20 toen hij in Ieper werd veroordeeld tot vier jaar gevangenis voor de verkrachting van een 13-jarige. Hij wist in mei 1913 te ontkomen naar Canada op de SS Megantic en ging wonen in Winnipeg. Op grond van valse verklaringen nam Dezitter in 1918 dienst in de Canadian Expeditionary Force. Vrij vlug bekwam hij een overplaatsing naar de RAF in Toronto, waar hij geweigerd werd voor de pilotenopleiding maar nog enkele maanden aan de training mocht deelnemen als observator. Deze ervaring zou hem later goed van pas komen om Britse piloten te misleiden.
Op 14 augustus 1919 trouwde Dezitter met de 19-jarige Engelse Lilian Stanbury, waarbij hij zijn naam opgaf als Jack Prosper en zijn geboorteplaats als Boulogne. In 1926 verliet hij zijn echtgenote en keerde hij naar België terug. Hij werd autoverkoper in Antwerpen bij Garage Permeke en zette een eigen bedrijfje op, De Zitter Auto Bureau & Co. Onder de vele vormen van zwendel waarin hij zich specialiseerde, was ook huwelijksbedrog. Het bracht hem herhaaldelijk in de gevangenis. Zijn huwelijk met Germaine Princen leverde hem een veroordeling op wegens bigamie. Hij knoopte in 1938 een verhouding aan met Florentina Dings-Giralt (1904-1949), een getrouwde vrouw. Deze uiterst intelligente "Florie" zou zijn medeplichtige worden. Het volgende jaar scheidde hij van Princen. Dankzij de oorlog zou Dezitter slagen in wat hem al die tijd niet was gelukt: rijk worden door bedrog.

### V-Mann voor nazi-Duitsland in de Tweede Wereldoorlog
Reeds vóór de Duitse invasie van België werkte Dezitter hoogstwaarschijnlijk voor de nazi's. Hij was in 1939 naar München gereisd en teruggekeerd als werknemer van het Brusselse kantoor van Bayer, een bedrijf dat bekend was om het plaatsen van nazi-agenten. Het zou in elk geval verklaren waarom hij vrijkwam uit de gevangenis na de installatie van het nazibestuur in België. Hij ging wonen aan de Koninklijke Sinte-Mariastraat 215 in Schaarbeek en stelde zich met medewerking van Giralt in dienst van de Geheime Feldpolizei (militaire politie) en Gruppe III van Abwehrstelle Belgien (contraspionage). Naarmate ze hun waarde bewezen, steeg hun verloning. Uiteindelijk verdiende Dezitter 15.000 frank per maand en kreeg hij 500.000 frank voor werkingskosten. Een gevangen verzetslid kon tot 5000 frank opleveren en de Luftwaffe betaalde premies van 1000 frank per binnen gebrachte piloot. Tegen het einde van de oorlog was de berooide bajesklant multimiljonair. Bodson schat dat de Duitsers hem in totaal 4 miljoen frank betaalden (1,4 miljoen euro in 2016).
De overste van Dezitter was Rudolf Kohl, het hoofd van afdeling III.C.2 van het Abwehrkantoor aan de Wetstraat 63. Met zijn uitgebreide talenkennis (Nederlands, Frans, Engels, Duits) en uitstekende geheugen werd Dezitter een meester van impersonatie en vermomming. Hij had wel 30 namen maar noemde zich meestal Captain Jackson, Jack the Canadian, William Herbert of Captain Willy. Hij was te herkennen omdat hij een deel van zijn rechterpink miste. Om dat te verbergen droeg hij vaak handschoenen. Hij deed zich voor als een Brits inlichtingenagent of soms als een gestrande piloot. Zo won hij het vertrouwen van neergestorte vliegeniers en drong hij binnen bij verschillende inlichtingendiensten en sabotagegroepen van het verzet. Hij zette valse ontsnappingslijnen op voor "Engelandvaarders" die via Frankrijk en Spanje het Kanaal over wilden en liet zich daarvoor ook fors betalen. Eens ver genoeg in Frankrijk werden de slachtoffers door de Duitsers gearresteerd. Dezitter beschikte over de sterkste vrijgeleide van de Sipo-SD en kon via het Englandspiel zaken laten omroepen op de BBC. Naast Florie waren zijn nauwste medewerkers Vania Gristchenko en Jean-Marcel Nootens. Soms rekruteerde hij onwetende helpers zoals pastoors, die niet wisten van het dubbelspel en die niet meer terug konden als ze er toch achter kwamen. Zo'n situatie kostte bijvoorbeeld de Estse Annie Lall het leven.
Ondanks alle voorzorgen en persoonsverwarring was het onvermijdelijk dat hij een doelwit zou worden van het verzet. Eind augustus 1943 plaatste de Belgische SOE onder leiding van Hardy Amies hem in Operatie Rat bovenaan de lijst van te elimineren personen, maar de Belgische regering in ballingschap stelde haar veto omdat ze geen liquidaties zonder proces wilde. Het verzetsblad La Voix des Patriotes publiceerde op 11 november 1943 de foto's van Dezitter en Giralt onder de kop "Deux salopards" (twee smeerlappen). Dat was het sein om alles om te gooien: assistenten en schuilnamen werden vervangen, het safehouse verhuisde van de A.J. Slegerslaan 369 in Sint-Lambrechts-Woluwe naar de Bosstraat 16 in Elsene, en de trein naar Spanje werd vervangen door een auto-ophaaldienst. Naar het einde van de bezetting verloor de Abwehr zijn macht aan Fak 307, het Frontaufklärungskommando voor België en Nederland. Kohl bleef Dezitters agent, maar door het rangverlies en het nakende oorlogseinde volgde hij niet meer systematisch elk spoor op. Dezitter deed daarvan aangifte bij Johann Möhring van Fat 362 (Brabant-Henegouwen-Limburg). De laatste piloten werden binnengebracht op 15 augustus 1944. Begin september diende Fak 362 Brussel te evacueren door de geallieerde opmars. Voor de groep-Dezitter waren drie auto's voorbehouden. De Nederlandstaligen Dezitter en Nootens zouden observatieposten in Nederland toegewezen krijgen, maar in plaats daarvan trokken ze via Venlo naar Würzburg.

### Amerikaans spion na de oorlog
In het laatste oorlogsjaar jaagde onder meer verzetsleider Herman Bodson op Dezitter. Ondanks het uitvaardigen van een geallieerd aanhoudingsbevel tegen hem in januari 1945 werkte hij enige tijd voor de Amerikaanse contraspionage. Hij had zijn achtergrondinformatie vervalst. Als dekmantel werkte hij in een garage in Bamberg, die zich in een Amerikaanse infanteriekazerne bevond. Deze informatie kwam in 2013 aan het licht door Claire Keen-Thiryn, een Britse die in 1945-1946 ook voor de Amerikaanse inlichtingendienst in Frankfurt had gewerkt. Ze had haar baas verteld dat ze Dezitter kende uit de oorlog en dat hij in België gezocht werd, maar hij ging er niet op in. De Amerikanen verwachtten dat Dezitter hen op het spoor zou brengen van leden van de Abwehr. Ook wilden ze zijn talenten blijkbaar inzetten in de beginnende Koude Oorlog, maar het Belgische verzet was categoriek in de afwijzing van dit voornemen.

### Arrestatie en executie
Op 27 juni 1946 werden Dezitter en Giralt in Frankfurt gearresteerd en aan België uitgeleverd. Hij stelde volledige bekentenissen in het vooruitzicht en beweerde dat hij een Britse dubbelagent was geweest, maar de Krijgsraad te Brussel gaf hen op 27 maart 1947 de doodstraf. In de ochtend van 7 september 1948 kwam Dezitter voor het vuurpeloton in de Kazerne Majoor Géruzet van Etterbeek. Hij moest op een draagberrie naar de executiepaal worden gedragen. Minder dan een jaar later onderging Giralt hetzelfde lot.

## Slachtoffers
Dezitter was verantwoordelijk voor de arrestatie van minstens 300 geallieerde vliegers en 1200 Belgen, onder wie:
- Charles Claser (1901-1944): tijdens de Achttiendaagse Veldtocht was hij zwaar gewond geraakt. Na zijn herstel richtte hij het Belgisch legioen op. Toen hij voor de tweede keer naar Londen wilde gaan, werd hij opgepakt bij de demarcatielijn. Hij overleed totaal verzwakt in Groß-Rosen, zijn zesde kamp.
- Kenneth Albert Shannon (1921-2007) van 427 Squadron: zijn Halifax V DK-180 was op 25 juni 1943 neergeschoten;[8] hij had met hulp van Tobias Biallosterski Nederland verlaten via Alkmaar, Amsterdam, Amersfoort, Zeist, Utrecht en Eindhoven en was bij Weert de grens overgestoken. Via Brussel was hij naar Parijs gegaan waar hij op 3 augustus 1943 werd gearresteerd. Hij overleefde de oorlog.
- Reginald Samuel Giddey (1918-2004): zijn Avro Lancaster MkIII was in de nacht van 24-25 mei 1943 bij de duinen bij Alkmaar neergeschoten. Vijf bemanningsleden ontsnapten en liepen de polders in. Na enkele uren vonden ze een schuur waar ze twee dagen schuilden. Daarna splitste het groepje op. Giddey werd door het verzet geholpen en kwam uiteindelijk terecht bij Rein Bangma en Tobias Biallosterski, die een flatje deelden in Amsterdam. Een andere verzetsman bracht hem op 25 juni naar Rotterdam, waar hij werd ondergebracht bij juffrouw De Ryckmann, zogenaamd een zuster van Biallosterski. Na drie dagen reisden ze door naar Roosendaal, waar hij een fiets kreeg om de grens mee over te steken. Op 8 augustus werd hij in Parijs door Dezitter gearresteerd.
- Leopold Jacquemin (1917-1944).
- George Maduro (1916-1945) en Oncko Wttewaall van Stoetwegen (1914-1991): studenten en verzetsstrijders, op de vlucht naar Engeland via België. Zij werden verraden door Dezitter, gevangengenomen samen met een groep Engelse en Amerikaanse piloten en op 4 september 1943 uitgeleverd aan de Duitsers. Maduro stief in Dachau; Wttewaall van Stoetwegen overleefde de oorlog.

## Voetnoten
1. 1 2  Georges Michotte, Le Parti National 1940-1945. Récit d'un condamné à mort, 1982
2. ↑  Herman Bodson, Downed Allied Airmen and Evasion of Capture. The Role of Local Resistance Networks in World War II, 2005, p. 130
3. ↑  Vonnis van 22 februari 1913, dat ook vijf jaar ontzetting uitsprak.
4. ↑  Hij verzon de naam 'George Prosper', een verleden met zestien maanden actieve dienst in het Belgisch leger en een beroepsleven als detective. In zijn dossier staat vermeld dat hij katholiek was en ongetrouwd, en dat zijn vader en zuster in Frankrijk woonden.
5. ↑  Haar Nederlandse echtgenoot heette Paul Dings en hun zoon Serge was in 1930 geboren te Etterbeek.
6. ↑  Dezitter, un Belge nazi pendant la guerre, "américain" après elle, LaLibre.be, 19 oktober 2013
7. ↑  Claudine Meurice, Souvenez-vous. Que peut-on donner de plus pour l'Humanité et sa Patrie que sa vie?, 2019, p. 49
8. ↑  Richard Koval, 6 Bomber Group, Daily Operations, June 25/26, 1943 (bezocht 15 mei 2023)